# Іранський Азербайджан
37°36′ пн. ш. 47°00′ сх. д. / 37.6° пн. ш. 47° сх. д.

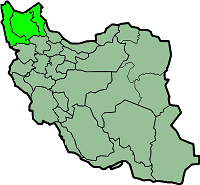
Іранський Азербайджан

Іра́нський Азербайджа́н (перс. آذربایجان ایران, Āzarbāyjān-e Irān), або Півде́нний Азербайджа́н (азерб. Güney Azərbaycan, Cənubi Azərbaycan) — сукупність історичних азербайджанських земель у складі Ірану. Межує з Азербайджаном, Вірменією, Туреччиною та Іраком. Площа — 106 000 км².
Історико-географічна область на північному заході Ірану, приблизно відповідна території, займаній сучасними іранськими провінціями Ардебіль, Східний Азербайджан, Західний Азербайджан і Зенджан. Територія компактного мешкання азербайджанців включає і західні райони провінції Казвин (утворена в 1996 році виділенням з провінції Зенджан).
Іранський Азербайджан відомий своєю мальовничою природою. Тут 17 річок і два озера (Урмія і Акгель).

## Населення
Населення 7 890 761 (1996) загалом, Західний Азербайджан (столиця Урмія) — населення 2 496 320 (1996), Східний Азербайджан — населення 3 325 540 (1996); Ардебіль — населення 1 168 011 (1996) і Зенджан — населення 900 890 (1996). Основне населення — азербайджанці і курди (перші переважають на сході, другі — на півдні і заході від озера Урмія), також перси, талиші, вірмени, ассирійці.
Головні міста — Тебриз, Урмія, Ардебіль, Мехабад, Мераге та Меренд.

## Економіка
Іранський Азербайджан — район великого поміщицького землеволодіння і дрібного селянського землекористування (до 80 % орної землі у поміщиків, 12 % у держави й мечетей, решта у селян). Дає до 25 % валового збору пшениці в країні. Розвинуте скотарство (переважно вівчарство), садівництво. Також сільське господарство спеціалізується на бавовні, різних горіхах, текстильних культурах і чаї.
Корисні копалини: нафта, кам'яне вугілля, сірка, залізо, кольорові метали, золото.
Промисловість — текстильна, килимарство (до 45 % загально-іранського виробництва килимів). Є трикотажні, сірникові фабрики, скляний, гіпсовий, миловарний заводи.

## Історія

### Стародавня історія
У першій половині I тисячоліття до н. е. на південь і південний схід від озера Урмія існувала держава Манна, про яку відомо дуже мало, оскільки археологічно територія погано досліджена, а письмових пам'ятників від маннєїв не збереглося. У VII ст. до н. е. ці території завойовуються мідійцями та іранізуються.
Назва «Азербайджан» походить (через середньоперське «Адурбадган») від давньоперського «Мад-і-атурпаткан» тобто «Мідія Атурпата» (у греків — «Мідія Атропатена», або просто «Атропатена»). Атурпат (Атропат) — останній ахеменідський сатрап Мідії, який після смерті Олександра Македонського проголосив себе царем її північної частини і став засновником царства Малої Мідії, або Атропатени. Уявлення про те, що назва «Азербайджан» означає «країна вогнів», засноване на народній етимології, але дуже стародавнє, ще зороастрійських часів.
На початку н. е. династія Атропата урвалася, і Атропатена увійшла до складу Парфянського царства, потім Сасанидської імперії, причому царем Атропатени призначався зазвичай спадкоємець престолу. Область на захід від оз. Урмії, по-грецьки Сигріана, входила тоді до складу царства Велика Вірменія.

### Ісламська епоха
У 642 році в Адурбадган вдерлися араби; правитель країни підкоряється їм за договором. У 815–834 рр. Адурбадган стає ареною масового антиарабського повстання хурамітів на чолі з Бабеком.
У 889 році, з розпадом Арабського халіфату, виникає емірат Саджидів зі столицею у Тебризі.
В середині XI сторіччя на території Азербайджану вперше з'являються кочові племена тюрків-огузів сельджуки, які в 1054 підкорили, а в 1070 році приєднали Азербайджан до своєї імперії.
З розпадом імперії Сельджукидів Азербайджаном керують так звані «атабеки» з династії Ільдегизідів, васальних сельджукському султанові. Ця епоха (12 с.) була часом культурного розквіту; заступництвом Ільдегизідів користувався, між іншим, видатний поет Нізамі Гянджеві, що жив, втім, не в Азербайджані, а в сусідньому Аррані (у Гянджі).
На рубежі 1220–1221 рр. до Азербайджану вперше вторгаються монголи під керівництвом Джебе і Субедея, які піддали його спустошенню. У 1225 останній хорезмшах Джалал-ад-Дін захоплює Тебриз, таким чином поклавши край існуванню держави атабеків; але в 1231 його виганяють звідти монголи. При розпаді Монгольської імперії Азербайджан, разом зі всім Іраном, дістався Хулагу-ханові і його нащадкам.
З розпадом держави Хулагуїдів в середині XIV ст. Азербайджан входить до складу держави Джалаїридів (вождів монгольського племені джалаїр), що зробили своєю столицею Тебриз. В кінці того ж століття, Джалаїридів виганяє Тимур. Після смерті Тимура Азербайджан дістався його синові Миран-шахові, який, проте, незабаром загинув (1408) в боротьбі з джалаїридом Ахмад-султаном і його союзником Кара-юсуфом (Кара-кюнлу); держава Джалаїрідів була відновлена, але вже через рік Кара-юсуф убив Ахмад-султана і сам запанував у Тебризі. Впродовж подальших півтораста років Тебриз був столицею держав Кара-кюнлу, Ак-кюнлу і Ісмаїла I Сефевіда, що відновив єдність Ірану; при його синові, столиця Ірану була перенесена з Тебризу в Казвін, а згодом в Ісфахан.
Ця епоха (після монгольської навали) була часом повного панування в регіоні кочових тюркських племен, які змішалися з місцевим перським населенням (що говорило на діалекті «азарі») і асимілювали його, давши початок сучасному азербайджанському етносу (причому не тільки в Азербайджані, але й у Закавказзі, де ті ж племена асимілювали іранське і дагестанське (албанське) населення).
Важливою датою в цьому відношенні є 1514 — рік перемоги турків над шахом Ісмаїлом при Чалдирані. Після Чалдиранської битви суніти-турки захопили значну частину Вірменії, вигнавши звідти тюркські племена шиїтів, які таким чином перестали кочувати по всьому Вірменському нагір'ю і Північній Месопотамії і згрупувалися в Азербайджані. Войовничі азербайджанські племена, будучи завзятими шиїтами, були щитом, що захищав Іран від османської експансії.
Тюркська мова була в цей час офіційною мовою Ірану аж до кінця XVI ст., тобто до централізації і іранізації управління, проведеною Аббасом I. Востаннє азербайджанські кочівники відіграли значну роль в іранській історії наприкінці XVIII ст., коли висунули Ага-Мухаммед-хана і династію Каджарів. У ту ж епоху розвивається поезія тюркською (азербайджанській) мовою, одним з основоположників якої був сам шах Ісмаїл I Сефеві. Азербайджан був найважливішою, найбагатшою провінцією Ірану, і генерал-губернаторами Азербайджану звичайно призначалися спадкоємці шахського престолу.

### Азербайджан в XIX— початку ХХ вв.
26 жовтня 1827 року Тебриз беруть російські війська генерала Паскевича. Проте ця перша російська окупація Азербайджану продовжувалася менше півроку — незабаром був підписаний Туркманчайський мир, і російські війська пішли з Азербайджану. У серпні-вересні 1880 року Азербайджан стає ареною повстання курдів, що намагалися створити власну державу: курдські племена з Османської імперії під керівництвом шейха Обейдулли, підтримані місцевими курдами, майже взяли Тебриз, але врешті-решт були розбиті під Урмією; після цього османські курди пішли назад в Османську імперію, а місцеві зазнали жорстоких репресій.
Тебриз став одним з основних центрів іранської революції 1905–1911 рр. У червні 1908 р. у відповідь на розгін меджлісу, здійснений шахськими козаками, в Тебризі спалахує озброєне повстання. Повсталі сформували комітет (анджоман), який очолили учасник селянського руху Багир і робітник-каменяр Саттар; велику роль в повстанні грали і вірменські фідаїни-дашнаки. Після запеклих чотиримісячних боїв шахські війська були вигнані з міста; але в 1911 році Тебриз був узятий шахом за допомогою російських військ і рух був придушено.
В цей час, у зв'язку з повним занепадом і розкладанням держави Каджарів, Азербайджан стає полем боротьби між Російською імперією і Османською імперією, особливо після російсько-британських угод 1907 року, за якими Азербайджан було визнано сферою впливу Російської імперії; при цьому Османська імперія окуповує захід (Курдистан), а Росія придушує революцію в Тебризі; у 1912 році Османська імперія під тиском Великої Британії і Російської імперії виводить війська з Курдистану, відтак увесь Азербайджан опиняється неподільно російським. З початком Першої світової війни (1914) російські війська покидають Азербайджан під тиском османів і німців, але на початку 1915 р. повертаються і залишаються до кінця 1917 р., після чого Азербайджан займають османи (що влаштували там різанину християн — вірмен і ассирійців); османи, у свою чергу, залишають його після своєї поразки в кінці 1918 р.

### Іранський Азербайджан в новітню епоху
У XX столітті серед іранських азербайджанців починає розповсюджуватися відсутній доти націоналізм. До цього він не мав ґрунту через загальну, панівну середньовічну традицію, індиферентність до національних питань, тим більше що всі династії, що правили Іраном з початку XV ст. по 1925 р. (а саме Кара-кюнлу, Ак-кюнлу, Сефевіди і Каджари), були тюркського походження. В азербайджанців не було чіткої національної самоідентифікації: вони називали себе «мусульманами» або «тюрками», а свою мову — просто «тюркською». Поняття «азербайджанська мова» (первісно «азербайджанське наріччя») і «азербайджанська народність» (спочатку «азербайджанські тюрки», в Росії також «азербайджанські татари») були введені європейськими етнографами XIX століття.
Націоналізм у Південному Іранському Азербайджані виник під впливом пантюркистської агітації турків на початку XX століття і створення в Закавказькому Російському Азербайджані Азербайджанської Демократичної Республіки, а також як реакція на офіційний перський націоналізм, що пропагувався новою династією Пехлеві. Він отримав могутній поштовх в 1941 році у зв'язку з радянською окупацією Іранського Азербайджану. Сюди була введена радянська 77-а дивізія, що складалася виключно з етнічних азербайджанців, і радянська агентура, що направляється з Баку Мир-Джафаром Багировим, вела посилену пан-азербайджанську пропаганду. По прямій вказівці Багирова в серпні 1946 р. створюється Демократична партія Азербайджану (ДПА) на чолі з колишнім комуністом Джафаром Джавад-заде, що прийняв ім'я Мір-джафара Пешеварі. Одним з гасел нової партії було: «Хай живе Мир-Джафар Багиров — отець єдиного Азербайджану!».
26 листопада 1945 року під контролем радянських військ відбулися вибори в Національний Меджліс Південного Азербайджану — зрозуміло, що вони принесли перемогу ДПА. 12 грудня того ж року Пешеварі проголошує «Демократичну Республіку Азербайджан» і формує уряд у складі 12 осіб, 10 з яких були активістами його партії. 5 лютого 1946 року у нової республіки з'явилася своя армія (на базі частин 77-ї дивізії). Азербайджанська мова була оголошена державною. Уряд випустив власні гроші, встановив контроль над банками і впровадив державну систему торгівлі. Всі чиновники були вигнані і замінені активістами ДПА. Одночасно в провінції Західний Азербайджан, тобто, іншими словами, в Іранському Курдистані, виникає Мехабадська Республіка.
Спроба Москви перетворити Іранський Азербайджан на державу-сателіта (або навіть приєднати до СРСР) зазнала краху: у квітні 1946 р. Сталін під тиском Великої Британії був змушений вивести окупаційні війська. Після цього падіння нової республіки залишалося тільки питанням часу.
Щоб приспати пильність Сталіна і азербайджанців, шахський уряд оголосив про визнання автономії Південного Азербайджану, але в той же час почав концентрувати на півночі країни війська. Всього було зібрано до 20 дивізій. 21 листопада 1946 року було оголошено про введення військ до Іранського Азербайджану і Іранського Курдистану «для забезпечення свободи виборів у меджліс 15-го скликання».
15 грудня 1946 року іранці практично без опору вступили в Тебриз, і вчинили там масові криваві розправи (Пешеварі і вся азербайджанська верхівка встигли втекти в СРСР). Таким чином, Демократична Республіка Азербайджан проіснувала рівно рік. День «звільнення» Азербайджану був оголошений в Ірані національним святом.
У подальші роки перси прагнули всіляко пригнічувати азербайджанські національні прояви. Офіційна версія перського націоналізму, що пропагується в Іранському Азербайджані, полягає в тому, що іранські азербайджанці за походженням — чисті перси, що перейшли на тюркську мову. При цьому вказується на те, що за антропологічним типом іранські азербайджанці схожі з персами і не мають нічого спільного з турками (факт, недавно підтверджений дослідженнями антропологів Кембриджського університету). Проте в 2006 році в Іранському Азербайджані знов спалахнули серйозні заворушення.

## Іранський Азербайджан і Азербайджанська Республіка

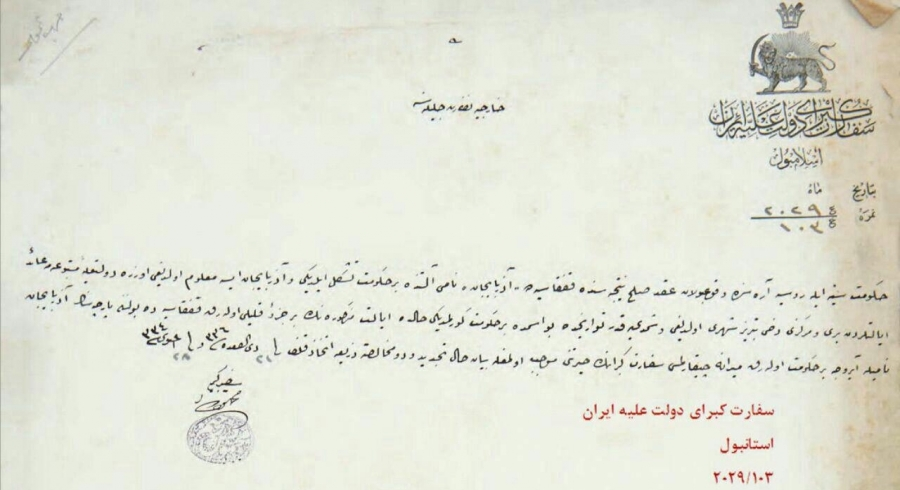
Офіційний протест Ірану з приводу нещодавно створеної кавказької держави під назвою «Азербайджан», відправлений до Османської імперії в 1918 році.

Те, що зараз називають «Іранським», або «Південним», Азербайджаном, аж до 20-х рр. XX століття називалося «Азербайджаном» виключно. Потім найменування «Азербайджан» («Північний Азербайджан») закріпилося також за Азербайджанською Республікою, створеною в 1918 р. на території двох історичних областей Закавказзя — Ширвана і Аррана і названою так з тієї причини, що етнічно вона була заселена в основному азербайджанськими тюрками.
У новий час і Південний (Іранський) Азербайджан, і Східне Закавказзя (особливо Ширван) були населені приблизно ідентичним за етнічним складом населенням. Проте з російським завоюванням між ними проліг культурний вододіл, оскільки азербайджанське суспільство в Ірані продовжувало жити під впливом перської і взагалі традиційної ісламської культури, азербайджанське ж суспільство в Росії-СРСР розвивалося під впливом російської, європеїзованої, світської (особливо в радянський період) культури.
Можна також відмітити, що в середині 1990-х президент пострадянського незалежного Азербайджану Гейдар Алієв говорив, що об'єднання «двох Азербайджанів» — його заповітна мрія і мета.